# Atenas
Atenas är en ort i Costa Rica.   Den ligger i provinsen Alajuela, i den centrala delen av landet, 30 km väster om huvudstaden San José. Atenas ligger 712 meter över havet och antalet invånare är 7 014.
Terrängen runt Atenas är kuperad. Runt Atenas är det tätbefolkat, med 511 invånare per kvadratkilometer. Närmaste större samhälle är San Rafael Abajo, 18,7 km sydost om Atenas. Omgivningarna runt Atenas är en mosaik av jordbruksmark och naturlig växtlighet.